# 크리스티안 페촐트 (영화 감독)
크리스티안 페촐트(Christian Petzold, 1960년 9월 14일 ~ )는 독일의 영화 감독이다. 제62회 베를린 영화제에서 영화 《바바라》를 통해 은곰상 감독상을 수상했다.

## 작품 목록
- 쿠바 리브레 (1996)
- 페트라 (1998)
- 내가 속한 나라 (2000)
- 볼프스부르크 (2003)
- 유령 (2005)
- 옐라 (2007)
- 열망 (2008)
- 바바라 (2012)
- 피닉스 (2014)
- 트랜짓 (2018)
- 운디네 (2020)
- 어파이어 (2023)
- Miroirs No. 3 (2025)